# Макљен
Макљен је планина и планински путни превој у Босни и Херцеговини. Надморска висина превоја износи 1.123 метра. Од Горњег Вакуфа је удаљен 12 километара, а од Прозора осам. На самом врху превоја се налази ресторан „Код бабе Јање“, а иза ресторана се налази споменик Палим борцима, дјело Антуна Аугустинчића из 1952. године, али је срушен 1992. У близини је и зимски центар Макљен. На врху Макљена је 1978. био саграђен споменик битке на Неретви, који је срушен 2000. године. Данас је од споменика преостала само унутрашња конструкција потпорних греда.
Магистрални пут М16.2 води од Бугојна преко Горњег Вакуфа и Прозора до Јабланице. Дио пута од Горњег Вакуфа до Прозора у прошлости није био асфалтиран и на дијелу од Макљена до Прозора је било пуно серпентина. Тада је пут водио кроз село Гмиће и кроз центар Прозора. Сада је пут много бољи и ова два мјеста спаја нови, асфалтирани пут. Кривине су благе, а узбрдица и низбрдица на неким мјестима достиже највише 7%. Посљедња 2 километра успона од Горњег Вакуфа до Макљена, су са по двије саобраћајне траке у једном смијеру, средњом траком се претичу тешка и спора возила која би успоравала саобраћај. Исти је случај са посљедњих 1.500 метара успона од Прозора до Макљена. Пут се, дакле, од Горњег Вакуфа са 671м надморске висине 12 километара пење до Макљена на 1123м надморске висине, а затим се 8 километара спушта до Прозора, на 698м надморске висине.